# Orphnophanes
Orphnophanes là một chi bướm đêm thuộc họ Crambidae.

## Các loài
- Orphnophanes ankarampotsyalis Marion & Viette, 1956
- Orphnophanes eucerusalis (Walker, 1859)
- Orphnophanes laevalis (Warren, 1896)
- Orphnophanes thoasalis (Walker, 1859)
- Orphnophanes turbatalis Christoph, 1881